# Emmen op 1
Emmen op 1 is een zesdelige Nederlandse documentaire van de omroep PowNed. Het wordt gepresenteerd door Rutger Castricum en wordt uitgezonden op NPO 1.
De aanleiding van de documentaire is de promotie van FC Emmen naar de Eredivisie, waar de club voor het eerst aan deelneemt. In het programma worden mensen die zich met de club verbonden voelen gevolgd.